# Max Waechter
Sir Max Leonard Waechter, geborener Wächter, (* 3. Oktober 1837 in Stettin; † 3. Oktober 1924) war ein britischer Geschäftsmann, Kunstsammler, Philanthrop und Vordenker der Einigung Europas.

## Leben
Waechter kam in Stettin als Sohn des Kaufmanns Julius Leonhard Waechter und dessen Frau Louise, geborene Konold, zur Welt. Sein Großvater war evangelisch-lutherischer Pastor. Sein jüngerer Bruder war der Bauingenieur und Unternehmer Karl Leonhard Waechter.
Max Waechter wurde Teilhaber der Handelsfirma Bessler, Waechter, and Co. 1859 ging er nach England und wurde 1865 eingebürgert. Sein Unternehmen handelte vor allem mit Metallen und chemischen Produkten. Waechter hatte darüber hinaus Direktorenposten in verschiedenen Dampfschifffahrtsgesellschaften und in der Consolidated Petroleum Company inne. Seine Geschäftstätigkeit war mit häufigen Reisen in verschiedene europäische Staaten verbunden. Die politische und gesellschaftliche Entwicklung in seinem Herkunftsland Deutschland verfolgte er zeitlebens aufmerksam.
Um 1870 herum heiratete Max Waechter Harriet Shallcross (~1850–1910), die Schwester des liberalen Politikers George Cave, 1. Viscount Cave. In zweiter Ehe verband er sich 1912 mit Armatrude Bertie Sophia Effie Hobart (1890–1981).

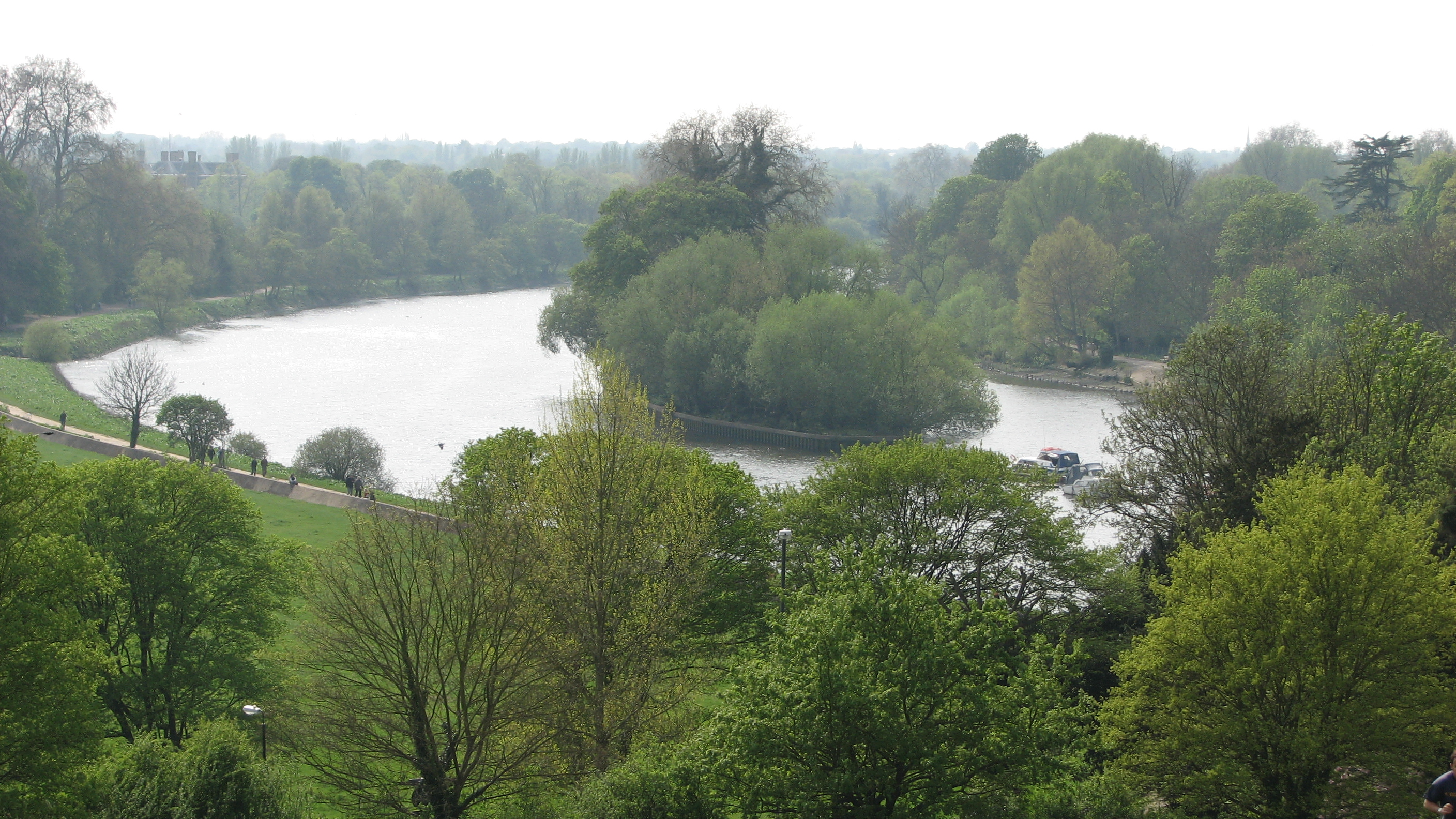
Glover’s Island vom Richmond Hill, Richmond.

Er lebte im Terrace House auf dem Richmond Hill und kaufte 1900 Glover’s Island, die er dem Borough of Richmond schenkte. Damit half er, den Blick von Richmond über die Themse zu erhalten. Er war 1902 High Sheriff of Surrey und wurde er als Knight Bachelor („Sir“) geadelt. Als Mäzen förderte er Künstler und als Sammler erwarb er britische und kontinentaleuropäische Malerei.
Im Jahr 1904 zog sich Max Waechter aus dem aktiven Geschäftsleben zurück. In seinen verbleibenden Lebensjahren engagierte er sich neben der weiteren Kunstförderung und sozialen Projekten in Richmond vor allem für die Europa- und Friedensbewegung. Ihm schwebte ein Zusammenschluss der europäischen Staaten nach dem Vorbild der Vereinigten Staaten von Amerika vor, wobei aber die Großmächte in einem gemeinsamen Ausschuss größere Entscheidungskompetenzen als die kleineren Staaten erhalten sollten. Von dieser Idee versuchte er Staatsoberhäupter und Spitzenpolitiker verschiedener Staaten in persönlichen Gesprächen und mit Briefen zu überzeugen. Waechter argumentierte dabei nicht zuletzt wirtschaftspolitisch und versprach, dass die starke Reduzierung von Rüstungsausgaben und der Bindung von Einwohnern als Soldaten eine Steigerung des Wohlstand auslösen würden. Im Jahr 1907 veröffentlichte er eine entsprechende Denkschrift unter dem Titel Fédération Européenne. Memorandum par Sir Max Waechter D.L., J.P. In der breiten Publizistik des Kontinents, die am Vorabend des Ersten Weltkriegs von einer allgemeinen Kriegsstimmung dominiert war, stieß das Werk auf wenig Resonanz, wurde in der Friedensbewegung aber umfangreich diskutiert.
Später schlug Waechter ein Kernbündnis aus Großbritannien und dem Deutschen Reich vor, das sich nach und nach zu einer gesamteuropäischen Föderation erweitern sollte. Im Jahr 1913 gründete er in London die European Unity League, um die Idee einer europäischen Föderation zu propagieren. Rund 20.000 Mitglieder aus verschiedenen Staaten schlossen sich der Organisation an.
Während des Ersten Weltkriegs scheint Waechter seine europapolitischen Aktivitäten eingestellt zu haben. Von 1922 an wurde er noch einmal in diesem Sinn publizistisch tätig, entfaltete bis zu seinem Tod 1924 aber kaum noch Wirkung.

## Veröffentlichungen (Auswahl)
- European Federation: A Lecture Delivered at the London Institution on the 25th February 1909. Jordan & Sons, Limited, 1909, OCLC 314949312.
- The United States of Europe. How to Make War Impossible. Twentieth Century Press, 1922, OCLC 314949302.
- How to Abolish War: The United States of Europe. London 1924 OCLC 876822507.
- The Principal Lesson of the Balkan Wars. OCLC 82740175